# Fremdanschaltung
Fremdanschaltung oder Sonderanschaltung nennt man die Anschaltung eines Teilnehmeranschlusses an eine andere Ortsnetzvermittlungsstelle (analoge oder DIVO) als für den Anschlussbereich geographisch vorgesehen. Dabei hat der Teilnehmeranschluss eine Rufnummer aus dem Anschlussbereich, an dem er vermittlungstechnisch angeschlossen ist.
Zu Zeiten der Einführung von ISDN gab es vermehrt Fremdanschaltungen, um noch nicht digitalisierte Vermittlungsstellen zu umgehen und allen Kunden dennoch ISDN bereitstellen zu können. Wenn die Leitung länger als 8 km lang war, kamen Regeneratoren zum Einsatz, die das Signal aufnahmen und neu aussendeten. Diese arbeiteten auf OSI-Layer 1. Da das ISDN-Signal digital ist, sind Qualitätseinbußen nicht möglich, sofern die Strecke korrekt eingemessen und geplant wurde.
Bei DSL gab es ebenfalls Fremdanschaltungen, als noch nicht alle Anschlussbereiche über einen eigenen DSLAM verfügten.
Auch im Notrufsystem 73 gab es Fremdanschaltungen von Notrufverbindungen, wenn der Anschlussbereich nicht mit einer Notrufabfragestelle ausgestattet war.

## Situation in den USA
Anders als in Deutschland sind in den USA Fremadanschaltungen so üblich, dass es sich insbesondere in Ballungsräumen eingebürgert hat, immer die ganze Telefonnummer zu wählen. Anders als in Deutschland werden beim Knappwerden von Telefonnummern in Ortsnetzbereichen die Vorwahlnummern nicht gekürzt. Die Vorwahl hat immer eine Länge von drei, die Durchwahl eine Länge von sieben Ziffern. Wenn in einer Ortsvermittlungsstelle keine freien Anschlüsse mehr zur Verfügung stehen, wird der neue Anschluss bei der nächstgelegenen Anschlussstelle geschaltet, die noch über freie Anschlüsse verfügt. Dies hat insbesondere in Ballungsräumen ein enormes Durcheinander von Vorwahlen zur Folge, sodass drei Nachbarn im selben Hochhaus telefontechnisch zu drei unterschiedlichen Ortsnetzen gehören können. Ein Anrufen „innerorts“, wie wir es kennen, ist so nicht mehr sinnvoll möglich.